# 中華民國領海
中華民國領海，為中華民國主權所及的海洋區域，包含領海、領海之上空、海床及其底土。根據1982年《联合国海洋法公约》和1998年《中華民國領海及鄰接區法》，為領海基線向外12海浬。
已經劃定領海基線的地區包括台灣及附屬島嶼，即台灣本島，澎湖群島、釣魚台群島、東沙群島及中沙群島。至于金門馬祖等緊貼中國大陸的離島，因涉及大陸地區的領土定位狀況，暫不以「領海」的國際法方式向大陸方向劃界；這些離島的排他水域範圍，則是由《兩岸人民關係條例》所確立的「臺灣地區限制或禁止水域」制度保障，依法可拒絕中國大陸籍船隻與人員進入。

## 概論
中華民國領海範圍劃定，始於1914年北洋政府頒布《中華民國地圖》。但正式法制化，則遅至1998年。
因應中華人民共和國於1975年首次核試爆成功，成為核武國家，中華民國內政部於1976年邀集各部會以及專家開始進行法律制定，進行中華民國領海法制化的工作。現行法律主要受到聯合國在1982年提出的海洋公約，以及中華人民共和國法律的影響。
中華人民共和國於1992年通過《中華人民共和國領海及鄰接區法》，於1996年頒布領海基線。為了避免中華民國主權及相關權益受損，中華民國立法院於1998年通過《中華民國領海及鄰接區法》以及《中華民國專屬經濟海域及大陸礁層法》，作為劃定領海的法源依據。根據大法官釋字第328號解釋與《中華民國領海及鄰接區法》規定，領海範圍由行政院公告。中華民國行政院於1999年首次公告中華民國領海基線，於2009年第一次修正，並以領海基線為依據，正式劃定領海範圍。

## 爭議海域

### 中華人民共和國主張
中華人民共和國根據其一個中國原則，在國際上主張其已取代中華民國成為代表全中國的唯一合法政府，擁有台灣及附屬島嶼主權。因此主張台灣周邊海域全部歸屬中華人民共和國所有，為中華人民共和國的內水、领海、毗连区和专属经济区，並主張台灣海峽海域為內海。但在中華人民共和國政府已經劃定領海基線的地區，尚未包含台灣在內。
中華民國行政院於1999年劃定的領海基線（中華民國領海基線），只限定在台灣地區（仅包括台湾和澎湖），不包含中華人民共和國控制的中國大陸地區以及鄰近的金馬地區。因為雙方的毗連區與專屬經濟海域有重疊之處，現行作法採用聯合國1958年《領海及鄰接區公約》，為中國領海基點與台灣方面所劃定的領海基線間最短距離下取出的中間點，即以台灣海峽中線作分隔。

### 金門馬祖地區海域
中華民國政府方面，在金門與馬祖地區依照《兩岸人民關係條例》的「臺灣地區限制或禁止水域」處理，尚未劃定領海基線。

### 釣魚台海域
甲午戰爭中清政府戰敗，馬關條約割讓台灣，中華民國方面認為此時釣魚台列嶼隨著台灣落入日本實際控制，而日本政府認為「尖閣列島」並非台灣附屬島嶼。在第二次世界大戰结束後，釣魚台被美軍歸入其託管的琉球列島中。1972年5月15日美國將沖繩返還給日本，同時一併將釣魚台列嶼的行政管理權也交給日本，但美國對於釣魚台主權爭議不持立場。
中華民國行政院於1999年首次公告中華民國領海基線時，正式將釣魚台列嶼歸為中華民國領土，並依此宣告其周圍為中華民國領海與專屬經濟區。在領海之外，則為國際水域。

### 南海諸島
南中國海的東沙、西沙、南沙群島，除東沙群島和南沙群島中的太平島由中華民國政府控制之外，其他地區均由爭端方控制，中華民國也均未劃定其領海基線。